# Milton Palacios
Milton José Palacios Suazo (La Ceiba, 2 dicembre 1980) è un ex calciatore honduregno, di ruolo difensore.

## Biografia
Anche i suoi fratelli Jerry, Johnny e Wilson sono calciatori.